# Rubbestadneset
Rubbestadneset is een plaats in de Noorse gemeente Bømlo, provincie Vestland. Rubbestadneset telt 1104 inwoners (2007) en heeft een oppervlakte van 1,02 km².
Foldrøy · Langevåg · Melandsvågen · Mosterhamn · Rubbestadneset · Svortland